# Nomia penangensis
Nomia penangensis är en biart som beskrevs av Cockerell 1920. Nomia penangensis ingår i släktet Nomia och familjen vägbin. Inga underarter finns listade i Catalogue of Life.